# ویولتا آندری
ویولتا آندری (رومانیایی: Violeta Andrei؛ ‏ تلفظ رومانیایی: [vi.oˈleta anˈdrej]؛ زادهٔ ۲۹ مارس ۱۹۴۱) بازیگر اهل رومانی است.
از فیلم‌هایی که وی در آن نقش داشته‌است، می‌توان به لحظه، استفن کبیر - واسلویی ۱۴۷۵، امشب در خانه خواهیم رقصید و تلهٔ مزدوران اشاره کرد.